# Sencsou (űrhajó)
A Sencsou kínai űrhajó, amelyet a kínai Sencsou-programban használnak. Hosszú Menetelés hordozórakétákkal indítják a Góbi-sivatagban lévő Jiuquan Űrközpontból. Felépítésében a korai szovjet Szojuz típusokra emlékeztet.

## Történet
A kínai emberes űrprogram az 1960-as évekig nyúlik vissza, amely egy személyzet nélküli repülésig jutott 1970-ben. Ezt a programot később pénzügyi nehézségek miatt törölték.
Az e990-es évek elején a programot 921 program néven újraindították. Az első verziójú űrhajó a Szojuz űrhajók felépítését vette alapul. A technológia átadásáról Kína és oroszország 1995-ben írt alá megállapodást.
Az első személyzet nélküli repülést 1999. november. 12-én hajtották végre. 

## Egységek
A Sencsou három egységből áll:
- műszaki egység a főhajtóművel
- parancsnoki-visszatérő modul, amely túlnyomásos és hővédelemmel van ellátva
- orbitális fülke, szintén hermetikus, de visszatérésre alkalmatlan. Az orbitális fülke végére szerelhető dokkolószerkezet vagy űrsétaajtó.

## A Szojuzzal való összehasonlítás
Az alapvető felépítése a két rendszernek azonos, azonban a Sencsou hozzávetőleg 10%-al nagyobb és nehezebb. Az orbitális egysége nagyobb és henger alakú, míg a Szojuz gömb alakú egységet használ. A plusz hely lehetővé teszi, hogy vízre szállás esetére mentőcsónakot is rendszeresítsenek, míg a Szojuz rendszerben a szkafanderek látják el a mentőegység feladatát. A parancsnoki kabin elrendezése kis mértékben eltér.

## Lásd még
- Sencsou-program

### Magyar oldalak
- ISMERJE MEG a kínai űrhajót! (2003. október 15., Űrvilág)